# Acoma diminiata
Acoma diminiata är en skalbaggsart som beskrevs av Henry Fuller Howden 1958. Acoma diminiata ingår i släktet Acoma och familjen Pleocomidae. Inga underarter finns listade i Catalogue of Life.